# Шавана
Шавана (фр. Chavanat) насеље је и општина у централној Француској у региону Лимузен, у департману Крез која припада префектури Обисон.
По подацима из 2011. године у општини је живело 128 становника, а густина насељености је износила 10,05 становника/km². Општина се простире на површини од 12,73 km². Налази се на средњој надморској висини од 500 метара (максималној 647 m, а минималној 471 m).

## Демографија
| 1962. | 1968. | 1975. | 1982. | 1990. | 1999. | 2011. |
| ----- | ----- | ----- | ----- | ----- | ----- | ----- |
| 140   | 182   | 202   | 154   | 144   | 127   | 128   |

График промене броја становника у току последњих година